# گالوست گامازیان
گالوست پایلاکی گامازیان (Գալուստ Փայլակի Գամազյան؛ زادهٔ ۱۲ اکتبر ۱۹۴۵ - درگذشته ۲۷ فوریهٔ ۲۰۱۶) یک سیاستمدار اهل ارمنستان بود که از تاریخ ۸ نوامبر ۱۹۹۶ تا تاریخ ۶ فوریه ۱۹۹۸ در دولت آرمن سارگسیان و دولت روبرت کوچاریان سمت وزیر مدیریت منطقه‌ای ارمنستان را برعهده داشت.

## زندگی‌نامه
در ۱۲ اکتبر ۱۹۴۵ در ایروان به دنیا آمد و از دانشگاه پلی‌تکنیک ارمنستان فارغ‌التحصیل شد. وی همچنین برنده شده‌است. وی در ۲۷ فوریه ۲۰۱۶ در سن سالگی در ایروان درگذشت